# Nova Gradiška durante la guerra de Croacia
Luego de la declaración de la independencia croata de Yugoslavia, intensos combates estallaron el 16 de agosto de 1991 al oeste del entonces municipio de Nova Gradiška, en los alrededores de Okučani. 
La localidad de Okučani (y sus vecindades), de mayoría serbia, se encuentra en un cruce de caminos que controlaba, por proximidad, la autopista E70, el camino antiguo paralelo y el ferrocarril Zagreb - Vinkovci – Belgrado y la ruta a Lipik - Pakrac - Daruvar. Su control incluía el acceso desde Bosnia (Banja Luka y Bosanska Gradiška) a través de unos de los pocos puentes existentes sobre el río Sava. En el lugar, fuerzas croatas se enfrentaron a milicias serbias y tropas del Ejército Popular Yugoslavo (JNA) en el segundo semestre de 1991, período a partir del cual la zona quedó bajo poder de la autoproclamada República Serbia de Krajina (Republika Srpska Krajina). Su vigencia finalizó en mayo de 1995 luego de una ofensiva general croata. 
El objetivo de los combates en la zona de Okučani durante todo el período fue la disputa de los Yugoslavos no-independentistas (y luego los serbios) por la libre circulación desde Bosnia hacia el norte.
Posteriormente a la guerra, se realizó una modificación de la geografía política de Croacia. El municipio de Nova Gradiška dejó de existir y se conformó el de Okučani. 

## Contexto General

### Ambiente Geográfico

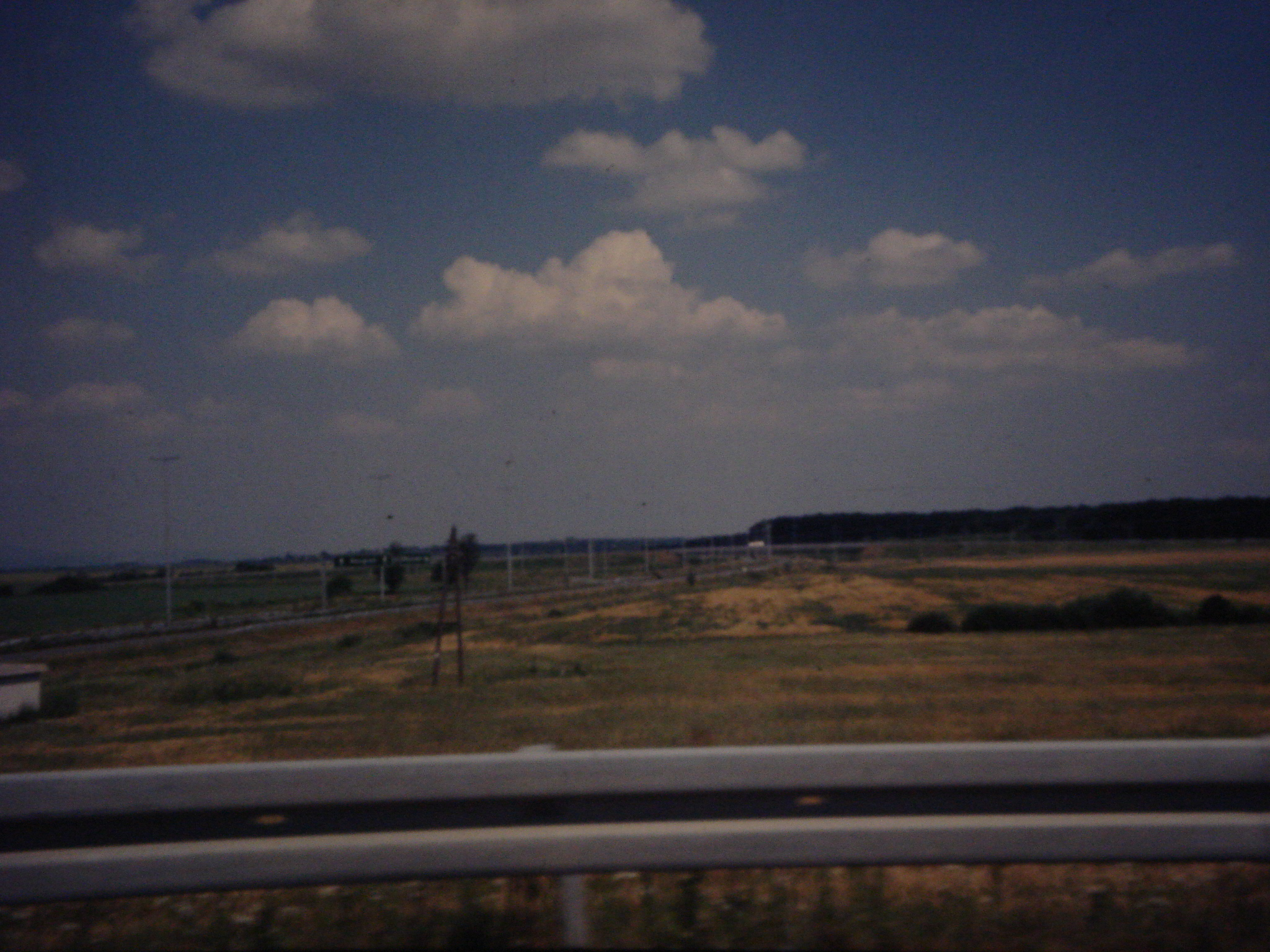
Autopista E-70, desde el sur de Okučani vista en dirección Nova Gradiška

El entonces municipio de Nova Gradiška, en 1991, estaba constituido por 92 localidades y aldeas siendo las más representativas la ciudad de Nova Gradiška (14.044 habitantes); Rešetari (2.845); Davor (2.603); Staro Petrovo Selo (2.327); Okučani (2.267) y Cernik (2017). El oeste del ex-municipio fue el lugar donde se dieron las operaciones militares en los años 1991 y 1995, coincidiendo con el actual municipio de Okučani.
La ciudad de Okučani (cabecera del actual municipio homónimo, inexistentes antes de su autoproclamacion de agosto de 1991) se encuentra a 124 km de Zagreb, 68 km al oeste de Slavonski Brod y a 11 km al oeste de Nova Gradiška. Su ubicación es la intersección de la ruta estatal E661 (Terezino Polje - Virovitica - Daruvar - Okučani - Stara Gradiška) y ruta de condado (Novska - Nova Gradiška) (o "ruta antigua"). Más al sur, a unos 2 km, se encuentra la autopista Zagreb – Belgrado (E-70). La línea del ferrocarril Zagreb - Novska - Slavonski Brod - Vinkovci corre en el mismo sentido más al sur. Su control incluía el acceso desde Bosnia (Banja Luka y Bosanska Gradiška) a través de unos de los pocos puentes existentes sobre el río Sava.
El paisaje de sus alrededores se puede dividir en un sector ondulado y boscoso comprendido por las alturas de Psunj al norte y un sector de valle o planicie, al norte del río Sava, por donde corren las vías del ferrocarril y la autopista E-70. La ocupación militar del área implicaba el control del acceso desde Bosnia a través del puente sobre el río Sava al igual que la interrupción de la autopista y ramal ferroviario.
El Sava es el límite internacional. Su ancho es de 200m, los que podían ser cruzados a través de un puente en Stara Gradiška, por un paso del ferrocarril (luego volado) en Jasenovac y por balsas en la última localidad y en Jablanac.
En general, los caminos vecinales eran transitables, pues estaban asfaltados, pero su ancho era reducido. Las vías más importantes eran la autopista (E70) en sentido E-O; la ruta E661, ancha y de suave ondulación y la ruta antigua. El resto eran caminos angostos, algunos asfaltados y otros de tierra apisonada que eran muy usados por la industria maderera de la zona.
Si bien la mayoría étnica del entonces municipio de Nova Gradiška era mayormente croata, en el oeste la situación era inversa. En las aldeas y localidades del autoproclamado (15 de agosto de 1991) municipio de Okučani, la situación era la que se expresa en el cuadro siguiente. Similar distribución se sucedía en el municipio de Novska más al oeste pero en sentido opuesto:
|                                                                 | Total | Serbios | Croatas | Yugoslavos |
| --------------------------------------------------------------- | ----- | ------- | ------- | ---------- |
| Municipio de Nova Gradiška                                      |       |         |         |            |
| Benkovac (Okučani)                                              | 189   | 175     | 2       | 6          |
| Bijela Stijena                                                  | 50    | 11      | 29      | 9          |
| Bobare                                                          | 78    | 77      | 1       | 0          |
| Bodegraji                                                       | 562   | 516     | 17      | 13         |
| Cage (Okučani)                                                  | 420   | 389     | 8       | 12         |
| Čaprginci                                                       | 94    | 94      | 0       | 0          |
| Čovac                                                           | 373   | 354     | 10      | 0          |
| Donji Bogićevci                                                 | 327   | 238     | 26      | 16         |
| Donji Rogolji                                                   | 99    | 98      | 1       | 0          |
| Donji Varoš                                                     | 484   | 33      | 329     | 70         |
| Dubovac                                                         | 560   | 410     | 86      | 28         |
| Gornji Bogićevci                                                | 881   | 69      | 760     | 7          |
| Gornji Rogolji                                                  | 102   | 100     | 1       | 0          |
| Gornji Varoš                                                    | 395   | 3       | 329     | 0          |
| Gređani                                                         | 516   | 488     | 17      | 3          |
| Kosovac                                                         | 232   | 83      | 82      | 21         |
| Lađevac                                                         | 424   | 385     | 24      | 0          |
| Lještani                                                        | 35    | 32      | 3       | 0          |
| Medari                                                          | 452   | 367     | 24      | 32         |
| Mašić                                                           | 649   | 503     | 94      | 25         |
| Mašićka Šagovina                                                | 209   | 189     | 16      | 4          |
| Novi Varoš                                                      | 318   | 57      | 221     | 21         |
| Okučani                                                         | 2267  | 1642    | 287     | 184        |
| Poljana (Lipik)                                                 | 412   | 374     | 20      | 0          |
| Ratkovac                                                        | 327   | 292     | 2       | 7          |
| Smrtić                                                          | 486   | 457     | 11      | 15         |
| Stara Gradiška                                                  | 592   | 435     | 50      | 60         |
| Širinci                                                         | 54    | 53      | 0       | 1          |
| Šumetlica                                                       | 332   | 240     | 47      | 34         |
| Trnakovac                                                       | 138   | 131     | 0       | 1          |
| Uskoci                                                          | 180   | 22      | 137     | 10         |
| Vrbovljani                                                      | 551   | 476     | 35      | 28         |
| Žuberkovac                                                      | 67    | 61      | 2       | 1          |
| Municipio de Novska                                             |       |         |         |            |
| Borovac                                                         | 656   | 359     | 252     | 21         |
| Mlaka                                                           | 358   | 304     | 10      | 10         |
| Rajić                                                           | 1424  | 805     | 515     | 45         |
| Rajčići                                                         | 87    | 85      | 0       | 2          |
| Rađenovci                                                       | 24    | 24      | 0       | 0          |
| Uštica                                                          | 464   | 234     | 213     | 6          |

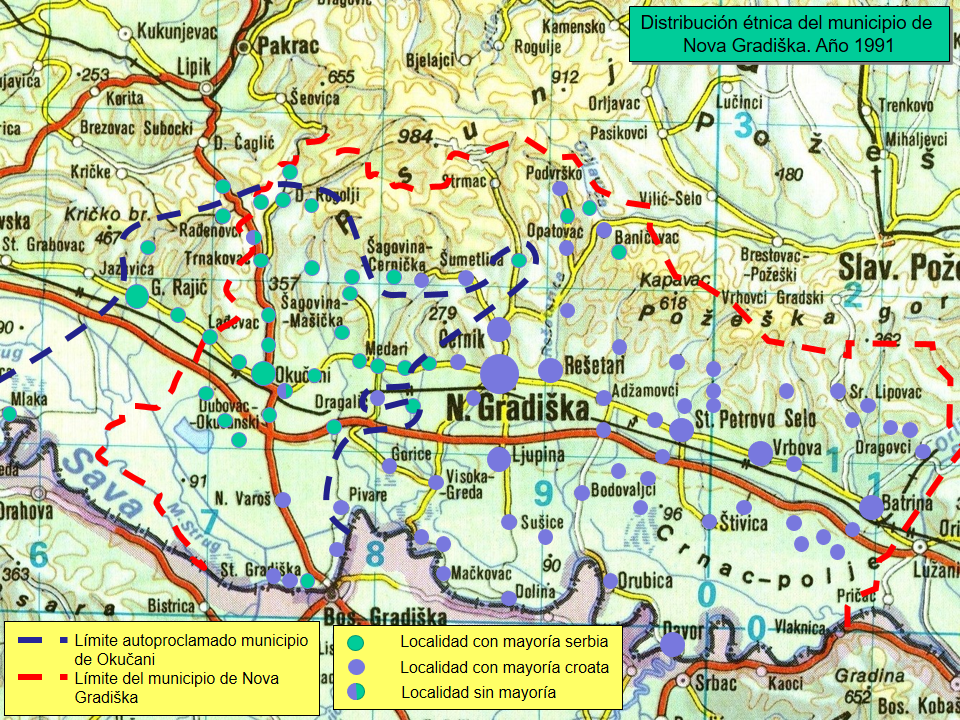
Límites y composición étnica del entonces Municipio de Nova Gradiška. Año 1991.

| Jasenovac (incluido como "sitio importante serbio y santuario") | 1154  | 348     | 632     | 88         |

### Evolución de la situación hasta el estallido del conflicto abierto
El estado de rebelión serbia comenzó en agosto de 1990 en toda la República Socialista de Croacia, entonces integrante de la República Federativa Socialista de Yugoslavia. La situación en Okučani y alrededores era similar a la del resto de la República.
Desde el inicio del levantamiento, la comunidad estuvo ligada al Partido Democrático Serbio  (SDS) en las zonas donde era mayoría o su presencia era importante. En forma opuesta, con el inicio de las tensiones interétnicas, los croatas se aferraron a la Unión Democrática Croata (HDZ). El SDS - Croacia tuvo sus ramificaciones locales en 1990: la de Pakrac se creó el 16 de ese mes; la de Okučani, el 27 de julio; Nova Gradiška, el 15 de octubre y Slatina fue fundada el 9 de junio de 1990.
Con las elecciones parlamentarias de abril de 1990, los serbocroatas comenzaron a difundir la idea de amenaza croata ante el nuevo gobierno democráticamente electo. Posteriormente, los serbios elegidos en los organismos del gobierno municipal de Nova Gradiška, como candidatos para la Alianza Comunista y la Alianza Socialista, se negaron a acceder a los cargos y a obstruir al nuevo gobierno recién elegido, boicoteando las sesiones de la Asamblea Municipal. En la sesión del 20 de abril de 1990, una asamblea local de Okučani formó un grupo de trabajo para producir un estudio sobre la justificación socioeconómica para establecer el Municipio de Okučani. El 22 de junio de 1990, la Asamblea Local decidió establecerlo, el que incluiría treinta y dos asentamientos. La Iniciativa provocó una reacción violenta en distintas las aldeas por lo que se la dejó temporalmente de lado.
A partir de septiembre comenzó a madurar la idea de crear Región Autónoma Serbia de Eslavonia Occidental en las aldeas con mayoría serbia y bajo el liderazgo de Pakrac con la dirección de Veljko Džakula. La imposibilidad de establecer el municipio de Okučani también llevó al anuncio de la anexión del área al municipio de Pakrac a la consulta popular. nLa consulta de la anexión al municipio de Pakrac se realizó el 20 de enero de 1991. En el municipio de Nova Gradiška, la votación se realizó en un total de treinta y un aldeas. 6.542 votantes (77%) optaron por una anexión.  El mismo día también se realizaron referendums en Novska (parte este) y en Kamenska.
En febrero del año siguiente la situación se tensó en Pakrac. Después de la votación del Parlamento croata para separarse de la República Federativa Socialista de Yugoslavia el 20 de febrero de 1991, la Asamblea Municipal de Pakrac votó a favor de rechazar la resolución parlamentaria y anexar la Municipalidad a la llamada Región Autónoma Serbia de la Krajina (SAO Krajina). En una sesión especial de la Asamblea Municipal, se declaró la anexión, que la policía local pasaba a depender del ministerio del interior de esa entidad y que se debía desarmar a la población. Esa decisión fue revocada por la Corte Constitucional croata el 28 (la que fue ignorada por los serbocroatas).
En marzo de 1991 se produjo un serio incidente armado en Pakrac, sin derramamiento de sangre, que revistó importancia por ser el primero entre fuerzas croatas y serbias. A pesar del arribo al lugar de una unidad del Ejército Popular Yugoslavo (Jugoslovenska Narodna Armija - JNA), fue el gobierno croata el que reafirmó su control sobre la ciudad. 
Por ese motivo, el SDS de Okučani movilizó a los serbios de esa ciudad afirmando que hubo un muerto y heridos en Pakrac y que las fuerzas policiales de Kutina y Novska se dirigían al lugar. En la localidad se reunieron alrededor de 3.000 pobladores serbios. Se erigieron barricadas en las rutas de Dubovac, Smrtić y Lađevac. Hombres armados detuvieron y registraron vehículos y pasajeros. Las impresiones de los periodistas Oslobođenjae de Sarajevo eran: "En la entrada a las aldeas de Okučani a Pakrac [...] hay tractores con remolques llenos de bandadas listas para impedir el paso. Están llenos de árboles derribados, a lo largo de los cuales hay grupos de personas armadas con rifles de caza. Controles a todos los transeúntes. Desde Pakrac a Daruvar, Grubišno Polje y Virovitica, la imagen es la misma".

### Fuerzas en presencia en los enfrentamientos de 1991

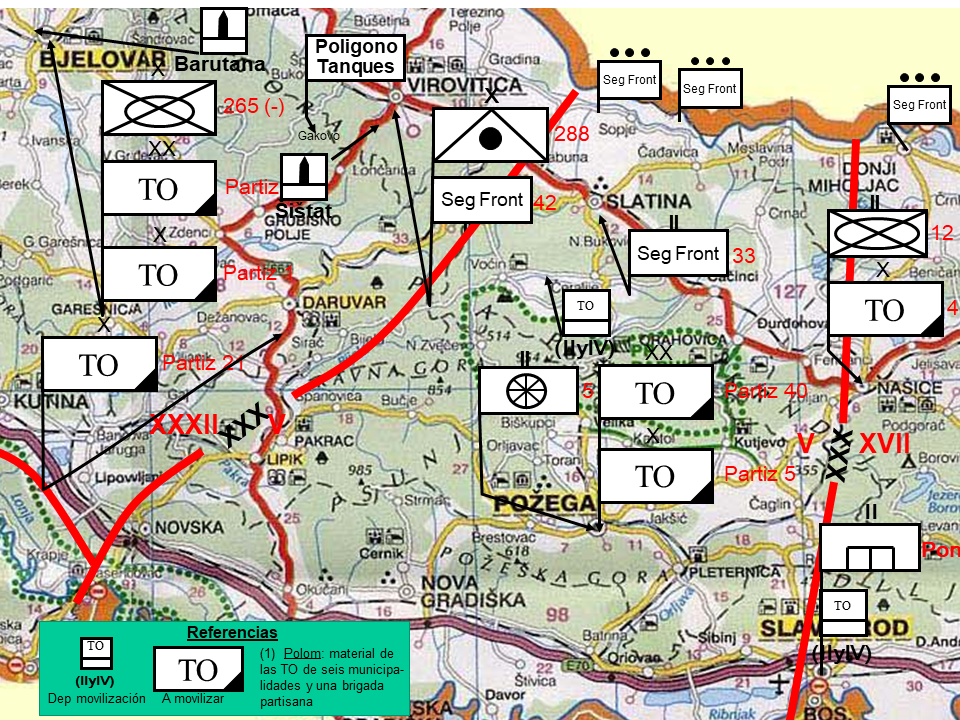
Despliegue del JNA en Eslavonia Occidental a mediados de 1991

#### Fuerzas de Defensa Territorial
Tanto los croatas como el JNA y los serbocroatas emplearon la doctrina de defensa yugoslava, precisamente la referida a la Defensa Nacional Total o Integral. Ésta, procedente de la experiencia en la Segunda Guerra Mundial, comprendía a las fuerzas de defensa local llamadas Defensa Territorial (Teritorijalna odbrana - TO).
La organización era altamente descentralizada e independiente, habiendo desarrollado un sistema que permitía la continuidad de las operaciones en caso de que se interrumpiera la cadena de comando. El personal estaba compuesto por reservistas previamente entrenados en el JNA. Las armas eran guardadas en depósitos diseminados por todas las repúblicas con lugares de entrenamiento próximos a los lugares de residencia.
Con la intensificación del conflicto interétnico, el 14 de mayo de 1990, el Jefe del Estado Mayor General Yugoslavo, Blagoje Adžić, emitió una orden transfiriendo el armamento y municiones de las Defensas Territoriales a la custodia del JNA.
Dado que los serbios fueron abastecidos de armamento por oficiales de esa nacionalidad integrantes del JNA, esta comunidad pudo hacerse de las estructuras de las TO y conformar sus milicias en las áreas donde eran mayoría. Por ello, cuando se hable de TO (Teritorijalna odbrana) se entenderá que se refiere a las milicias serbias. 
En el oeste del municipio de Nova Gradiška, los serbocroatas estructuraron las TO Okučani que, de acuerdo a la declaración del Jefe de la Base Logística del JNA en Banja Luka, su efectivo era de 500 miembros. Será recién el 4 de noviembre de 1991 cuando el Comandante del Vto Cuerpo JNA impartirá la orden sobre la unificación de las unidades TO en el área de Okučani, Novska, Bijela Stijena y Nova Gradiška colocándolas a la orden del comando del TO Okučani

#### Ejército Popular Yugoslavo

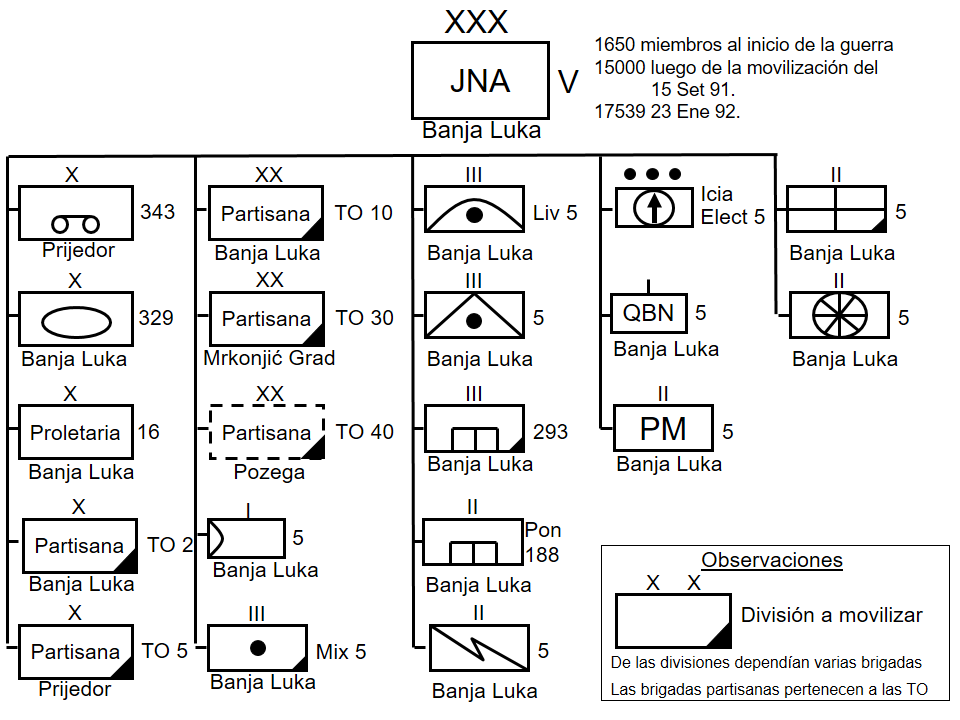
Organización del Vto Cuerpo JNA a mediados de 1991

El municipio de Nova Gradiška no disponía de cuarteles del Ejército Popular Yugoslavo. Si bien la primera fuerza en participar en los eventos en Okučani en agosto de 1991 fue un batallón mecanizado del Cuerpo JNA 32 (Varaždin), la fuerza militar con responsabilidad en el sector era el Vto Cuerpo JNA de Banja Luka. Dentro de ese cuerpo había unidades clasificadas como A, B y R (reserva).
Las grandes unidades de combate del Cuerpo que estuvieron presentes en el municipio durante la guerra fueron: 
- La 329.ª Brigada Blindada[17] cuyo pasaje del río Sava se produjo a mediados de agosto. En la primera fase de las operaciones, la Brigada fue detenida sobre el canal Strug y luego se dirigió hacia Nova Gradiška con la intención de desbloquear las guarniciones JNA en Đakovo y Našice y para fusionarse con el Cuerpo Novi Sad y la División de Guardias 1 (procedentes del Eslavonia Oriental). A mediados de octubre, el ZNG estabilizó la línea de defensa al oeste de Nova Gradiška. La Brigada Blindada se vio obligada a pasar a la defensa.[18]
- 343.ª Brigada Motorizada. Cruzó a Eslavonia Occidental el 19 de septiembre en dirección Lipik - Pakrac. Debió agregar un batallón a la Brigada Proletaria 16.
- 5.ª Brigada Partisana (Kozara). Con el 43% de sus efectivos y armamento anticuado, cruzó el Sava el 25 de septiembre,[19] se desplegó brevemente en el sector y luego es trasladada más al norte (Velika y Mala Dereza).[20]
- 2.ª Brigada Partisana. Rotaba un batallón.
- 122.ª Brigada Partisana.
- Batallón Mecanizado de la 265.ª Brigada Mecanizada, inicialmente en Okučani: Luego se unió a la 16.ª Brigada Proletaria.
- 16.ª Brigada Proletaria cruzó el río Sava el 15 de septiembre y fue empeñada hacia el oeste (Novska).[21] Debió destacar un batallón a la 329.ª Brigada Blindada.

#### Guardia Nacional Croata (ZNG)
En la municipalidad funcionaba el Comando de Crisis. Las responsabilidades de un comando de crisis regional o municipal era la coordinar los preparativos de defensa y la conducción de las fuerzas armadas en su área. Le dependía el comandante local del ZNG, el comandante de Defensa Territorial (TO), el jefe de policía y el grupo de funciones civiles con el comandante de protección civil (CZ), el comisionado de sanidad, el comisionado de Economía y Abastecimiento, etc.
Los croatas desplegaron inicialmente en la zona fuerzas policiales del Ministerio del Interior, la 1.ª Brigada de la Guardia, 3.ª Brigada de la Guardia y la 108.° Brigada de la Guardia Nacional Croata - ZNG  procedente de Slavonski Brod. Sobre el tercer batallón de esta brigada, el 26 de septiembre se creó la Brigada 121 de Nova Gradiška.
Para la operación Orkan-91 se agregó al sector la Brigada 99.

##### Defensa Civil Croata
Según la Doctrina de Defensa Total yugoslava, las organizaciones de defensa civil (o funciones civiles) estaba a cargo de la lucha contra incendio, salud pública, protección y evacuación limitada.
A inicios de agosto comenzaron los preparativos en Nova Gradiška dirigidos por la Municipalidad y la Oficina de Defensa. Por ello, al inicio de la lucha, la administración municipal, la mayoría de las empresas, instituciones y escuelas, ya habían adoptado el estado de emergencia. En las instituciones y reparticiones públicas, las vacaciones anuales fueron interrumpidas. La Cruz Roja Municipal y el Centro de Trabajo Social se dedicaron al apoyo de las personas desplazadas.
La ciudad se organizó rápida y eficientemente. Los ciudadanos que no eran del personal activo o de la reserva de la ZNG, en las unidades de asuntos internos y las unidades especiales estaban incluidos en las unidades de Protección Civil. Estas contaban con 13 Centros de Protección Civil con 4500 personas. Su tarea fundamental era defender la población y proteger los bienes. Para ello, exploraban el campo abierto y alertaban si aparecía el adversario. Los primeros días de la guerra, las Unidades de la defensa popular organizaron el transporte y evacuación de la gente de los pueblos atacados, el suministro de las  unidades en las posiciones, como también el transporte de las barricadas.
Se implementaron las medias de protección contra incendios, preservación y seguridad de instalaciones vitales. El 13 de agosto, la Jefatura Municipal de Protección Civil emitió una orden para reducir el nivel del agua del embalse de Bačica ante peligro de sabotaje. Como unidad especial de protección civil, el 26 de agosto, la estación de bomberos fue movilizada con la intención de operar en condiciones de guerra. Un servicio permanente se estableció en la estación.
El centro de Bienestar Social Municipal atendió a las personas desplazadas de Vukovar y, junto a Caritas y Cruz Roja organizó la acogida de los provenientes del oeste del municipio.
En el hospital local se preparó desde julio equipos médicos de emergencia, un área de recepción e instalaciones de hospitalización. El personal de protección civil junto con la Cruz Roja, a mediados de agosto, formó nuevos equipos de primeros auxilios el 15 de agosto en comunidades locales, empresas y otras comunidades. 27 médicos y 60 enfermeras serbias dejaron el nosocomio, que será víctima de la artillería durante la guerra.

### Planes
Los objetivos políticos croatas eran independentistas mientras que los yugoslavos eran mantener la unidad de la Federación. En ese contexto, los correspondientes a los serbocroatas eran evitar ser una minoría en un estado independiente croata. Ante tal situación, los actores desarrollaron diversos cursos de acción en Eslavonia Occidental:

#### Del Ejército Popular Yugoslavo(Jugoslovenska narodna armija [JNA])

Plan ofensivo del JNA de septiembre de 1991.

En agosto de 1991, los ataques de las comunidades serbias y del JNA contra las fuerzas croatas se intensificaron, por lo que el 12 de septiembre de 1991, las autoridades de Zagreb decidieron bloquear los cuarteles del JNA en su territorio. En contramedida, el JNA decidió avanzar sobre Croacia en varias direcciones.
El 19 de septiembre, el Comando de la Primera Región Militar Yugoslava (Belgrado) ordenó un ataque general entre los ríos Sava y Drava con un esfuerzo secundario a cargo del Vto Cuerpo JNA (Banja Luka) en la dirección auxiliar Okučani - Pakrac - Virovitica y Okučani - Kutina. La operación fue planificada en dos etapas: en la primera, durante dos o tres días, se debía desbloquear las fuerzas JNA en la guarnición Vinkovci y dominar la línea Našice - Slavonski Brod; en la segunda fase, de cuatro a cinco días, se debía irrumpir en la línea Suhopolje - Okučani y estar preparados para continuar el ataque contra Varaždin y Koprivnica.
El comienzo del ataque se acordó para el 21 de septiembre de 1991. Para ello emplearía cuatro cuerpos y dos brigadas independientes. El Vto Cuerpo avanzaría en dirección Okučani - Daruvar - Virovitica y con esfuerzos secundarios en la línea Okučani - Kutina.
Debido a la movilización fallida, el Vto Cuerpo avanzó con escasas tropas. Los planes yugoslavos en la dirección Bosanska Gradiška - Pakrac - Virovitica fueron alterados por el levantamiento temprano de los serbios lo que hizo que tuviera que adelantar el ataque. Asimismo, la fecha para el desbloqueo fue tardía. Los cuarteles cayeron antes o al poco tiempo: Slavonski Brod, el 16 de septiembre; Doljani (Daruvar), Požega, Križevci, Virovitica y Čakovec el 17; Našice el 21; Varaždin el 22; Bjelovar el 29.  (Ver Batalla de los Cuarteles) 
Dado que el ataque de la segunda mitad de septiembre de 1991 fracasó, el JNA debió reducir los objetivos del plan. El 30 de ese mes decidió pasar a operaciones ofensivas y defensivas con el objetivo de bloquear partes de Croacia, derrotar las fuerzas en Dalmacia y el este de Croacia y atacar objetos vitales para permitir posicionarse en una línea que proteja a "los pueblos en en peligro de extinción".
Complementariamente, los planes de las Fuerzas de Defensa Territorial (TO) eran mantener las áreas ocupadas con mayoría serbia y lograr el apoyo del JNA.

#### De la Guardia Nacional Croata (Zbor narodne garde- ZNG) - Ejército Croata (Hrvatska vojska -HV)
Al comienzo del conflicto, las actividades de las fuerzas croatas fueron meramente reactivas. En octubre de 1991, el Estado Mayor de la Guardia Nacional Croata emitió una orden general para todas las zonas operativas y la Armada para "intensificar los preparativos organizativos, de personal, morales y materiales con el fin de ejecutar operaciones ofensivas en sus áreas de responsabilidad". Para su implementación, la Zona de Operativa Bjelovar impartió una orden el 15 de octubre para destruir las fuerzas serbias en el área de Pakrac y Lipik, estabilizar la defensa en las laderas sudoeste de Psunj y las ciudades de Lipik, Pakrac y Daruvar. Además, se debían establecer fuerzas en la dirección de Podravska Slatina - Virovitica - Đurđevac y evitar la posible penetración de las fuerzas mecanizadas hacia Virovitica. Simultáneamente a estas tareas principalmente defensivas, también era necesario planear un ataque para la toma del campo de entrenamiento del JNA en Gakovo (única guarnición del JNA en la zona que no había caído) y la limpieza del área de Bilogora.
En la parte sur del área de Eslavonia Occidental, los preparativos para la liberación de los municipios de Novska, Nova Gradiška y Pakrac al sur del río Pakra comenzaron el 15 de octubre bajo el mando de la Fuerza de Tarea Posavina. El 27 de ese mes, el Estado Mayor del ejército croata emitió una orden (Operación Orkan-91) para liberar el área y comunicar Novska - Okučani - Nova Gradiška.

## Inicio de las hostilidades

### Declaración de autonomía serbia
Ante el fuerte aumento de tensiones, el 12 de agosto de 1991, en la sesión del comité del SDS de Eslavonia Occidental, se promulgó la creación de la Región Autónoma Serbia de Eslavonia Occidental (SAO-ZS). En esa sesión fue elegido presidente de la SAO ZS, Veljko Džakula. En el momento de la declaración, comprendía Pakrac, Daruvar, Grubišno Polje, Podravska Slatina, partes de Orahovica y partes de Nova Gradiška. Este levantamiento se concretó, inicialmente con el emplazamiento de barricadas en sectores controlados por los serbocroatas y la movilización de la estructura militar. Se observaron grupos armados de rebeldes serbios y barricadas el 12 y 13 de agosto de 1991 en los territorios de los municipios de Nova Gradiška, Požega, Orahovica, Slatina y Grubišno Polje.
Como resultado de estos eventos, el 13 de agosto de 1991 la situación se volvió más tensa en el puente sobre el río Sava en Stara Gradiška. Miembros de la 329.ª Brigada Blindada, cuyas fuerzas estaban adelantadas al área de Bosanska Gradiška, pidieron a la policía croata que despeje de obstáculos al puente. Los croatas condicionaron la apertura del puente al alejamiento de las tropas del JNA.
El 15, los serbios proclamaron la creación de la municipalidad de Okučani, entidad separada de la de Nova Gradiška, sobre la base de una decisión realizada por el Consejo Nacional Serbio.

### Enfrentamientos

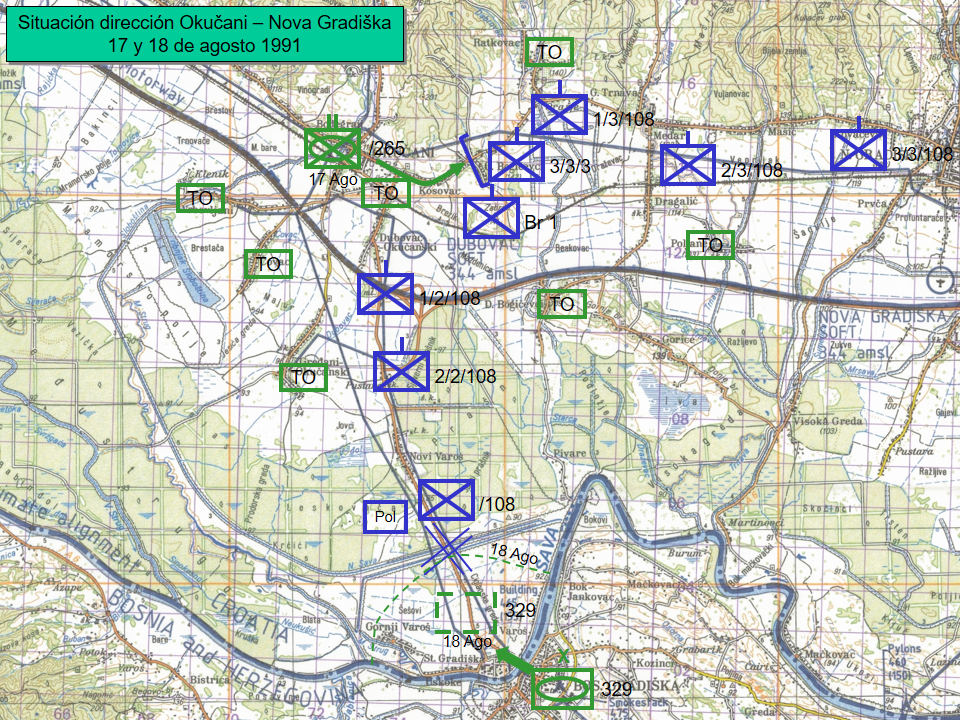
Situación en los alrededores de Okučani el 17 y 18 de agosto de 1991

#### Inicio de la guerra y arribo del JNA al área
Para evitar la fusión de las unidades de JNA procedentes de Banja Luka y las TO Okučani, los miembros de la Guardia Nacional Croata y la policía se encargaron de poner el área bajo su control el 14 de agosto de 1991. Ya en la noche del 13 al 14, miembros del Batallón 3 (Nova Gradiška) de la Brigada ZNG 108 ocuparon el antiguo edificio de la Instalación Correccional Stara Gradiška. Al día siguiente, las Fuerzas de la Policía de Slavonski Brod y la ZNG ocuparon el edificio de la antigua estación de policía de Okučani y varias instalaciones en la localidad y sus alrededores. En la tarde, las fuerzas croatas fueron atacadas en el centro de la ciudad, pero el enfrentamiento abierto se produjo al día siguiente cuando los serbios atacaron a las fuerzas croatas en Okučani y sus alrededores con fuego de infantería y morteros.
El 16, fuerzas policiales croatas y de la ZNG procedentes de Novska enfrentaron y derrotan fracciones serbias en Rajić y Borovac pero fueron detenidas en Lađevac por lo que se retiraron. Las milicias serbias atacaron la aldea de Gornji Bogićevci con morteros y ametralladoras. El tráfico ferroviario entre Okučani y Novska se suspendió.
El conflicto continuó con intensidad al día siguiente cuando llegó un batallón de la Brigada Mecanizada JNA 265 de Bjelovar (350 soldados y 25 vehículos de combate), con la idea de constituirse como fuerza de amortiguación pero quedó del lado de los serbios, después de lo cual las fuerzas croatas se retiraron de Okučani. Los tanques yugoslavos avanzaron hacia Nova Gradiška pero fueron detenidos por la ZNG en Gornji Bogićevci. Éstos volvieron a Okučani.
Ese día, en Stara Gradiška, miembros de la policía y ZNG fueron atacados por aviones yugoslavos y fuego de tanques de la 329.ª Brigada Blindada desde Bosnia que destruyeron completamente el edificio de la policía croata. El ataque del JNA provocó que las fuerzas croatas se retiraran de la localidad hacia Novi Varoš, después de lo cual destruyeron el puente en el canal Strug (unos 15m de ancho) por la noche.
El 18 de agosto de 1991, las tropas de la 329.ª Brigada cruzaron el puente sobre el río Sava y ocuparon Stara Gradiška, Donji Varoš, Gornji Varoš y Uskoci. La situación ese día era extremadamente tensa, tanto en Okučani como en Novska y Nova Gradiška, pero no se habían producido nuevos incidentes. A lo largo de la costa del río Sava desde Bosanska Gradiška a Srbac, tomó posición la artillería del JNA. Al día siguiente la lucha estalló en Pakrac.
 

El 23, una fracción de sabotaje intentó interrumpir el tránsito sobre el puente de Stara Gradiška sobre el río Sava. La voladura lograda luego de una infiltración no impidió la continuidad del paso.
La visión serbocroata de los primeros días de la lucha tiene algunas particularidades: "El primer conflicto ocurrió el 15 de agosto porque el 14 de agosto, los croatas llegaron a Okučani en vehículos blindados, la policía croata entró en la casa de Milenko Miljevic, que era electricista, y buscó armas en la casa. En ese momento Croacia no era reconocida internacionalmente y para los serbios estas operaciones se consideraban ilegales y abusos. Se suponía que la policía croata debía operar de acuerdo con la legislación de la República Federativa Socialista de Yugoslavia. Desde el punto de vista legal, la policía croata estaba abusando y acosando a la población serbia... Mantuvimos la paz en el área de Okučani de acuerdo con las autoridades de Nova Gradiška. Nuestro acuerdo verbal significaba que no deberían enviar miembros de la policía croata que tenían nuevas insignias a Okučani porque esto provocó una revuelta por parte de los serbios. Sin embargo, llegó la orden de Zagreb de que debían ingresar al área y esto provocó el conflicto. Creo que este fue un movimiento por parte de las autoridades croatas que fue imprudente porque esa era el área donde vivían en algún momento el 90 por ciento de los serbios.... El 15 de agosto de 1991, 50 jóvenes serbios intentaron liberar a Okučani, y hubo un intercambio de disparos con el ZNG y la policía croata... La TO de Okučani que se había retirado al área de Psunj, estaba rodeada por la fuerza croata, pensaban que era su derecho democrático liberar su propia ciudad natal... El JNA no había llegado. Este fue un conflicto entre unos y otros. Luego, el Cuerpo Varazdin del JNA, una unidad de tanques, llegó para crear una zona de amortiguación entre los dos lados... [El ataque de las TO se realizó] para expulsar a la policía croata y al ZNG del área de las aldeas serbias que formaban parte del municipio de Okučani. Fueron expulsados de Okučani propiamente dicha después de dos días... No eran zona de amortiguación desde el principio porque el lado croata abrió fuego contra el JNA, contra las personas que mantenían la zona de amortiguación. Los croatas les dispararon porque no los aceptaron como alguien para mantener una zona de amortiguación, pero los vieron como enemigos, y esa es la verdad.
El 20, ingenieros del JNA construyeron un cruce temporal sobre el canal Strug en reemplazo al destruido por los croatas. Dos tanques cruzaron.
El 27, las fuerzas del Vto Cuerpo de Banja Luka, comenzaron a reagruparse alrededor del canal Strug avanzando, a través de Gornji Varoš, hacia Gredani, Čovac y Vrbovljani ocupando posiciones al día siguiente.

#### Cruce del canal Strug

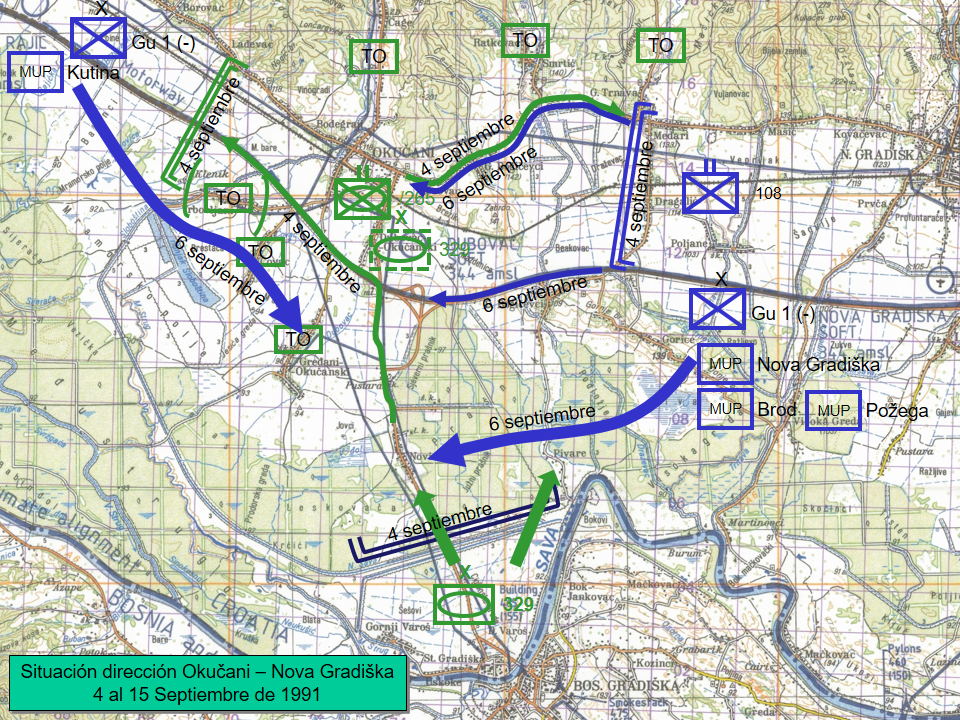
Situación dirección Okučani – Nova Gradiška del 4 al 14 de septiembre de 1991.

El 4 de septiembre de 1991, las tropas del JNA rompieron la defensa en el canal Strug y se unieron con las fuerzas estacionadas en Okučani (B Mec/Br JNA 265). Un ataque frontal de infantería sobre Novi Varoš hizo que los croatas deban dejar la ruta Stara Gradiška - Okučani. El JNA ocupó la autopista desde Vrbovljani al cruce próximo de Okučani. La otra dirección de ataque fue al este, desde Stara Gradiška y Donji Varoš hacia Pivare. Al mismo tiempo, las fuerzas JNA de Okučani se dirigieron hacia Nova Gradiška por lo que los croatas adoptaron la línea defensiva Medari - Dragalić - Gorice. Las unidades de la Primera Brigada de Guardia, miembros de la Policía de Kutina y partes del Batallón Independiente 62 (Novska) intentaron desbloquear la autopista pero fueron detenidos frente al paso elevado de Vrbovljani y se vieron obligados a retirarse.
Al día siguiente, 5 de septiembre de 1991, por la tarde, miembros de la Primera Brigada de Guardia y la Unidad de Policía Especial Kutina desde la dirección Novska y miembros de la ZNG y la Policía de Nova Gradiška, Požega y Slavonski Brod desde la dirección de Nova Gradiška (total de 1.200 hombres) atacaron para desbloquear nuevamente la autopista. La lucha continuó hasta el 6 de septiembre, cuando las fuerzas croatas lograron ocupar Čovac, Gređani, Novi Varoš y todos los puntos a lo largo de la antigua ruta Okučani - Nova Gradiška, así como los pasos elevados en la carretera cerca de Okučani y Dubovac. Las fuerzas serbias lograron mantener Vrbovljani y el paso elevado próximo, por lo que la ruta no fue desbloqueada.
El tránsito sobre la autopista fue definitivamente interrumpido el día 5.

#### Ofensiva yugoslava
Las unidades JNA y las TO continuaron atacando a las fuerzas croatas en los días siguientes, pero no tuvieron éxito hasta el 15 de septiembre de 1991 cuando se concretó una ofensiva general en el sector. Ese día, fuerzas del JNA lanzaron un ataque con tanques desde Okučani a Kosovac y Gornji Bogićevci por lo que las fuerzas croatas se vieron obligadas a retirarse de estos dos lugares a Smrtić. Al día siguiente, las unidades de la 329.ª Brigada Blindada JNA apoyada por un batallón de la 16.ª Brigada Proletaria JNA, atacaron desde el Canal Strug y Okučani hacia las aldeas de Novi Varoš, Gređani, Čovac y Pivare con apoyo de artillería y fuerza aérea. Las tropas croatas se retiraron de las aldeas de Pivare, Novi Varoš, Gređani, Čovac y Dubovac a la línea de defensa Smrtić - Medari - Dragalić - Donji Bogićevci - Gorice - Savski Bok. 

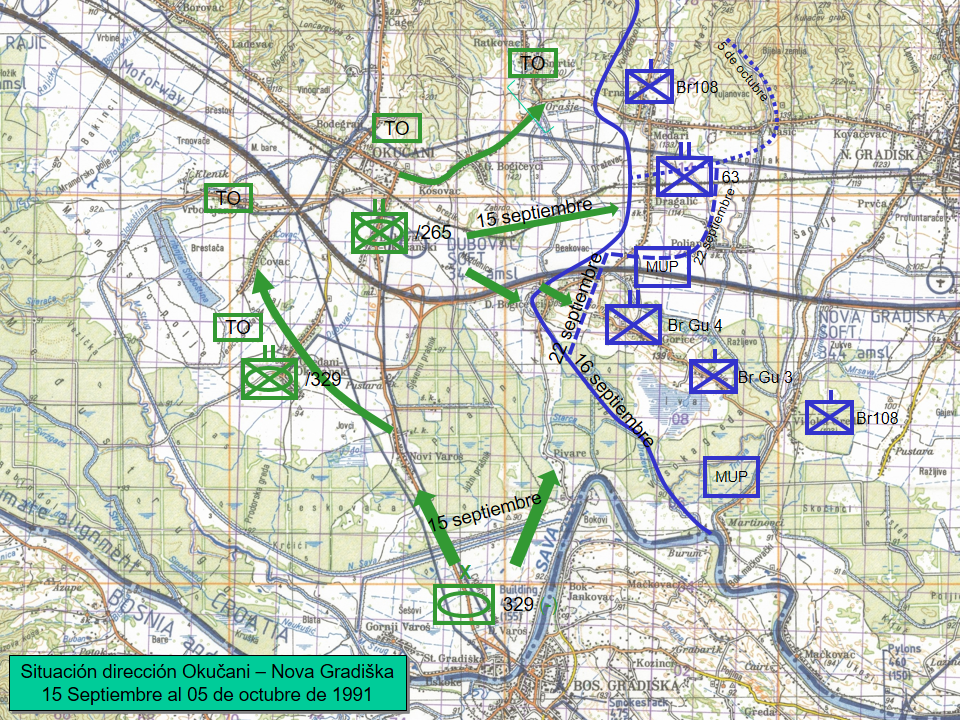
Situación en la dirección Okučani – Nova Gradiška entre el 15 de septiembre al 5 de octubre de 1991

Tras expulsión de las fuerzas croatas de la ruta Stara Gradiška - Okučani, el JNA envió más brigadas a Eslavonia Occidental. Entre el 25 y 27 cruzó el río Sava la Brigada 5, recientemente movilizada, dirigiéndose hacia Lipik.
El Batallón de la Brigada Mecanizada JNA 265 presente en Okučani fue agregado a la 16.ª Brigada que completó su paso y se dirigió hacia Novska. La 329.ª Brigada Blindada quedó a cargo de la dirección Okučani - Nova Gradiška, la 5.ª Partisana de la dirección Okučani - Lipik - Daruvar y la Proletaria 16 de la dirección Okučani - Novska. Junto con estas unidades, los miembros de las TO Eslavonia Occidental, participaron en la ofensiva. En el área de Jasenovac se ubicó la 10.ª División Partisana con el Destacamento de TO Bosanska Dubica. En la segunda mitad de septiembre de 1991, la Brigada Motorizada JNA 343 (Prijedor) (movilizada el 16, se trasladó a fin de mes a Eslavonia Occidental) llegó a Eslavonia Occidental y, junto con las milicias locales, mantuvo las aldeas de Kusonje - Kraguj - Šeovica - Donji Čaglić - Subocka - Korita.
El 21 de septiembre se inició la ofensiva general Yugoslava ordenada por el Comando de la 1.ª Región Militar para el norte de Croacia. Ese fue el día más sangriento en la ciudad de Nova Gradiska, 12 personas fueron muertas y 50 heridas por un ataque de la aviación yugoslava. Asimismo, los impactos fueron sobre la Asamblea local, la oficina postal, la iglesia Ortodoxa, el centro cultural, la estación de tren y el Banco de Zagreb.
El 22 de septiembre de 1991, las tropas de la 329.ª Brigada Blindada JNA atacaron desde Dubovac a Donji Bogićevci ocuparon la aldea de Dragalić, obligando a las fuerzas croatas a retirarse hacia Medari y Mašić. El 1 de octubre, las tropas de JNA y milicias serbias atacaron desde varias direcciones hacia Nova Gradiška. Avanzaron desde Donji Bogićevci y rompieron la línea de defensa en Gorice, después de lo cual ocuparon la mitad de la aldea el 2 de octubre de 1991.
El 5 de octubre, el JNA hizo un fuerte ataque de tanques e infantería mecanizada en la dirección Gornji Bogićevci - Nova Gradiška. Los croatas fueron expulsados hacia Kovačevac. Éste fue el día más crítico de la guerra en la ciudad de Nova Gradiška debido a que se encontró bajo riesgo de ser ocupada. En la noche del 7 de octubre, los croatas pudieron detener el ataque, estabilizar la defensa en la dirección a Medari - Mašić. Al detener a la 329.ª Brigada Blindada JNA, se detuvo el avance del Cuerpo de Banja Luka hacia Nova Gradiška.

## Operación Orkan-91. Dirección Nova Gradiška

### Fuerzas en presencia

#### Guardia Nacional Croata (Ejército Croata a partir del 3 de noviembre)
El Grupo de Tareas de Posavina se constituyó el 1 de octubre con puesto comando en Novska en la parte sur del campo de batalla de Eslavonia Occidental, que estaba bajo la jurisdicción de la Zona de Operaciones de Zagreb. Dicha decisión se tomó por la penetración el 5.º Cuerpo del JNA, por la situación de las tropas que estaban mal armadas, su escasez, el poco apoyo de artillería y la descoordinación existente. El 9 de octubre de 1991, se hizo cargo el Coronel Rudy Stipčić. El sector de responsabilidad incluía las fuerzas de Nova Gradiška, Novska y en el municipio de Pakrac al sur de la línea Poljana - río Pakra - Donji Čaglić (incluida).
Ese mismo 1 de octubre, el comando de la Brigada ZNG 121 asumió la responsabilidad del área de defensa de Nova Gradiška. De esa forma, el Comando de Crisis fue liberado de la conducción de las operaciones pudiéndose dedicar solo a las actividades logísticas y a las necesidades de la población.
A mediados de octubre de 1991, la Brigada 121 (Nova Gradiška) organizó tres batallones y ocupó posiciones defensivas con las fuerzas principales en la dirección de la antigua ruta y la autopista Nova Gradiška - Okučani, mientras que con fuerzas auxiliares ocupó posiciones en la dirección Cernik - Šagovina Cernička. Su posición más prominente fue en las antenas en Brezovo Polje, el pico más alto de las alturas Psunj, en poder de la Compañía Independiente de la Brigada. Las unidades de la Brigada 108 defendieron en la dirección a Visoka Greda - Gorice - Donji Bogićevci.
El 5 de noviembre de 1991, el coronel Josip Mikšić, comandante de la Brigada 121, fue nombrado Coordinador Jefe de todas las Fuerzas de Defensa en el sector.

#### Ejército Popular Yugoslavo
Frente a las fuerzas croatas en el área se encontraban, mayormente, tropas del Ejército Popular Yugoslavo. La 329.ª Brigada Blindada se mantenía en la dirección Okučani - Nova Gradiška. La Brigada Proletaria 16, se encontraba en la dirección Okučani - Novska, estando reforzada con elementos de la Brigada Partisana 2 En el área de Jasenovac y las aldeas circundantes en Croacia y Bosnia y Herzegovina se ubicaron las Brigadas Partisanas 6 y 11 de la División Partisana 10 con personal movilizado del área de Bosanska Dubica, Prijedor y Sanski Most.
La Brigada Motorizada JNA 343 (Prijedor) y la Brigada Partisana 14 (Cuerpo XII, Novi Sad) estaban empeñadas en la parte norte del frente, de Okučani a Lipik y al oeste de esa línea, hacia Bair. A mediados de noviembre, la Brigada 14 fue reemplazada por la Brigada 343, la que fue reforzada el 15 de diciembre de 1991 con un batallón motorizado de la Brigada Proletaria Motorizada 4 (Cuerpo XII, Novi Sad). Elementos de la Brigada 5 (Kozara) se ubicaron en el camino Okučani - Lipik. En la segunda mitad de noviembre de 1991, la Brigada Partisana 122, recientemente movilizada en Banja Luka, se desplegó en Eslavonia Occidental: hasta el 6 de diciembre se desplegó en el área de Gornji Varoš - Uskoci y desde ese día se trasladó a Gornji Čaglić. Las unidades de apoyo de fuego eran el Regimiento de Artillería Mixto 5; Regimiento de Artillería Antitanque 5 y Regimiento de Artillería Ligera de Defensa Aérea 5. El apoyo de ingenieros estaba a cargo del Regimiento de Ingenieros 293 y el Batallón de Pontones 188. Se sumaban el Batallón Médico 5 y el Batallón de Transporte 5.
Además de las fuerzas terrestres de JNA, 5.º Cuerpo de la Fuerza Aérea y Defensa Aérea de Zagreb y Bihać brindaron sus apoyos. El Regimiento de Helicópteros 111 con dos escuadrones de helicópteros operaba desde aeropuerto de Zalužani cerca de Banja Luka (trasladado allí en agosto de 1991 desde el aeropuerto de Luko - Zagreb). La Brigada de Aviación 117 operaba desde Bihać. Parte de la Brigada de Aviación 98, estacionado en el aeropuerto de Pula, proporcionó apoyo aéreo con el Escuadrón de Aviación de Combate 247 de Skopje.

##### Fuerzas de Defensa Territorial
Las fuerzas menos numerosas en el área fueron las unidades locales serbias de la TO (Defensa Territorial) de Eslavonia Occidental, organizadas en la TO Okučani, la TO Novska y miembros de la TO Pakrac de las aldeas de Korita, Jagma, Subocka, Livađani, Donji Čaglić, Gornji Čaglić, Kovačevac y Bjelanovac. Los serbios, organizados como parte de la TO Novska, contaban con 340 miembros, la TO Okučani con unos 500, mientras que se podría suponer que había más de 160 miembros de la TO de Pakrac.

### Planes

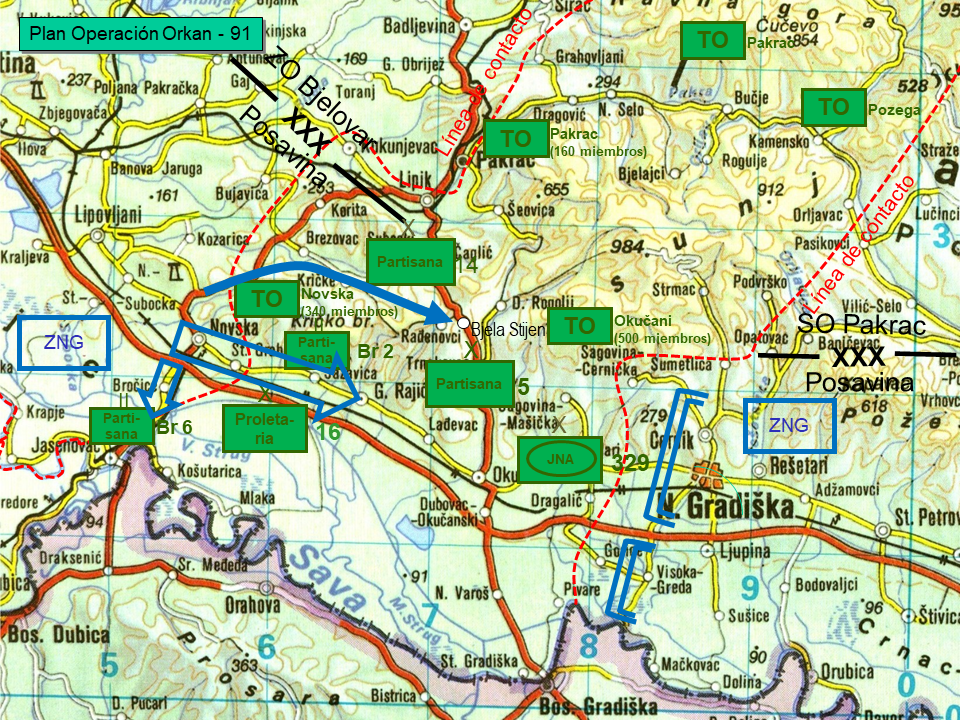
Plan Operación Orkan-91. Octubre 1991 - Enero 1992

El plan croata consistía en un ofensiva con el objetivo de permitir la apertura del tránsito sobre la autopistas y rutas de Podravina y Posavina, deben proporcionarse a toda costa. Para ello se debía emplear a las fuerzas principales de la Fuerza de Tarea Posavina atacando al mismo tiempo sobre las direcciones Novska - Okučani y Nova Gradiška - Okučani buscando desmantelar las fuerzas serbias en el área Okučani- Stara Gradiška - Rajić, después de lo cual se pasaría a la defensa. Para las fuerzas auxiliares, el plan era atacar en dirección Novska - Kricko Brdo - Bijela Stijena y Masićka Šagovina - Širinci - Benkovac con el objetivo de cortar el camino Lipik - Bijela Stijena - Okučani y destruir las fuerzas serbias en dichas rutas de ataque y desplegar de fuerzas serbias el área de Pakrac - Donji Čaglić - Japaga.
La operación comenzaría el 29 de octubre y se desarrollaría en dos fases: la primera hasta el 5 de diciembre y la segunda terminó con el alto al fuego del 3 de enero del año siguiente.

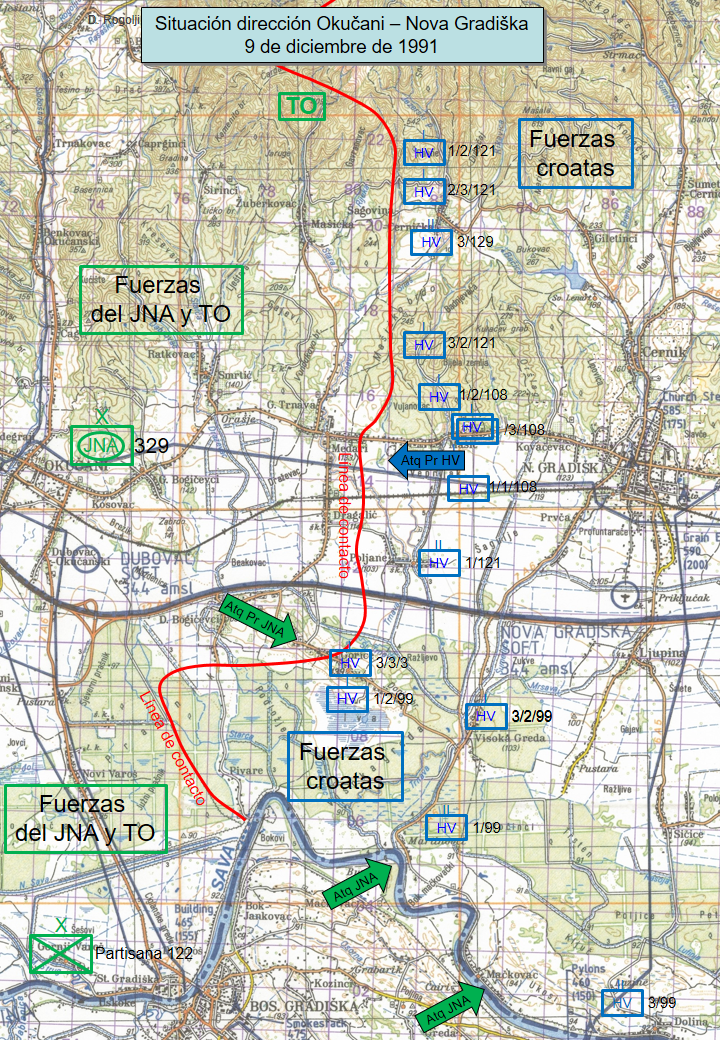
Situación dirección Okučani – Nova Gradiška. 9 de diciembre de 1991

### Desarrollo de la Operación Orkan-91

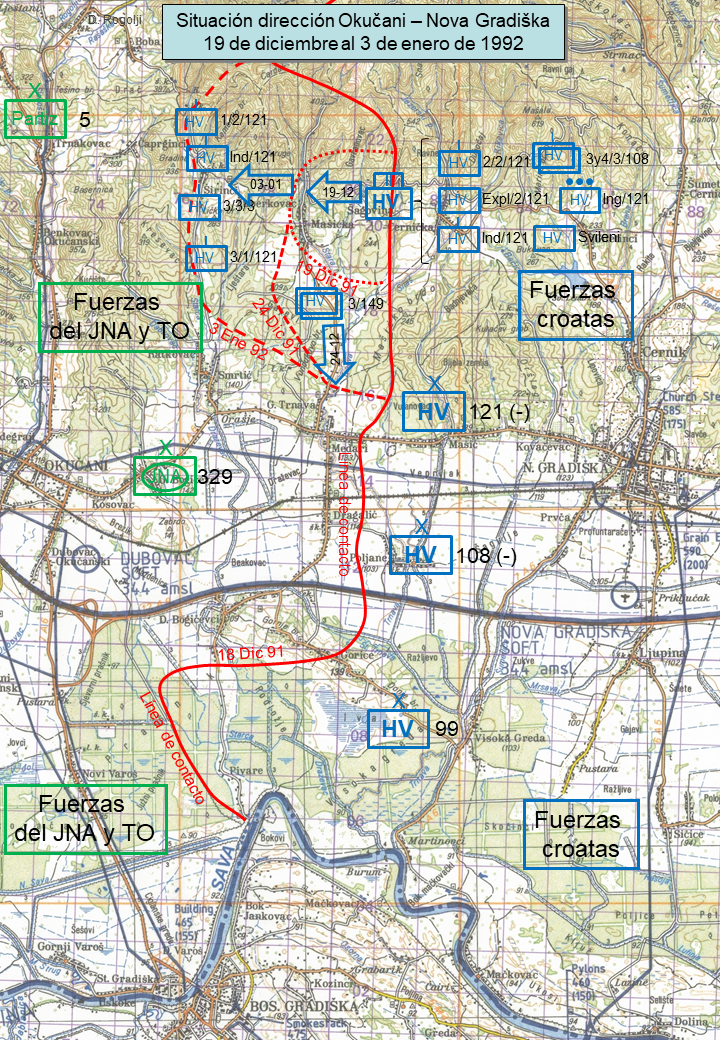
Situación dirección Okučani – Nova Gradiška el 19 de diciembre de 1991.

Al comienzo, la operación en el sector este (Nova Gradiška) de la Fuerza de Tareas Posavina fue realizada por la Brigada 121 por lo que debió efectuar una acción defensiva hasta que comenzaron a llegar refuerzos de las brigadas 99, 104 y 108.
En la primera fase, las operaciones se dieron casi exclusivamente al norte y sur de la autopista Zagreb - Belgrado y consistieron en ataques mayormente diarios de escaso ímpetu y fuegos de artillería y morteros. Las acciones ofensivas de los croatas se produjeron, fundamentalmente, en las líneas Mašić - Medari y Poljana - Dragalić con escaso movimiento de la línea de contacto hacia el oeste (2 km). El JNA hizo lo propio más al sur, en la dirección Donji Bogićevci - Gorice a las que se sumaban incursiones hacia Mačkovac y Martinovci desde Bosnia.
El 10 de diciembre, miembros de las Brigadas 121 (Nova Gradiška) y 123 (Požega) liberaron a las aldeas de Snegovic, Golobrdac, Čečavac, Sinlija, Opršinac, Vučjak y Resavica de los entonces municipios de Nova Gradiška y Požega, en las laderas orientales de Psunj.
En la segunda fase se mantuvo el esfuerzo principal del JNA en la dirección Gorice, aunque sin éxitos. Contrariamente, los croatas pusieron el esfuerzo principal del ataque en la dirección de Mašićka Šagovina - Širinci - Trnakovac para cortar el camino Okučani - Lipik conjuntamente con el esfuerzo proveniente del oeste. Allí pudieron avanzar ocupando el 19 de diciembre, con cuatro compañías, Mašićka Šagovina, la que estaba defendida por cien miembros provenientes del JNA, TO Okučani y del grupo "Bele orlove" de Šešelj (los que entonces habían abandonado sus posiciones). Eso les permitió avanzar hacia Gornja Trnava aunque sin ocuparla.
El 30 de diciembre, una compañía del 2.º Batallón de la 121.ª Brigada ingresó a Širinci, suprimiendo las fracciones de la Defensa Territorial local. Las tropas de JNA lanzaron un contraataque desde Bobare.
El 3 de enero de 1992, el Ejército Croata atacó y capturó el pueblo de Širinci. Con este éxito, se detuvo la lucha en el campo de batalla de Nova Gradiska porque a las 6 de la tarde entró en vigor un alto el fuego firmado el 2 de enero de 1992 en Sarajevo entre representantes de Croacia y el JNA.
 

El 4 de enero, el JNA llevó a cabo un ataque infructuoso con la intención de recuperar su posición perdida en día anterior. La línea divisoria no cambió hasta mayo de 1995. 

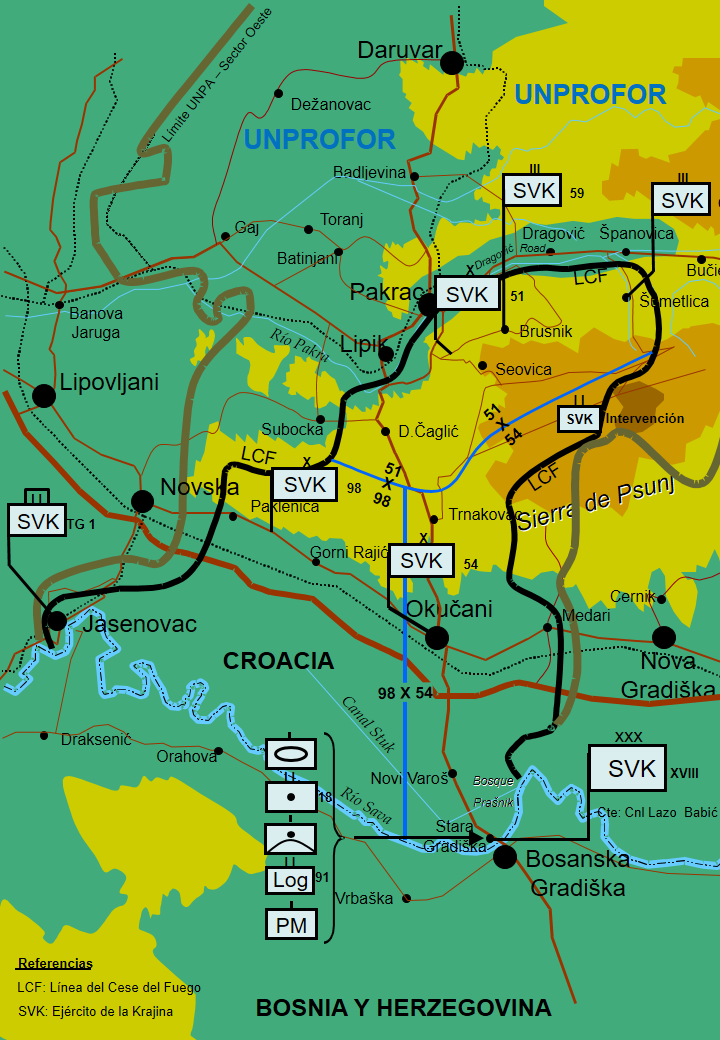
Zona de responsabilidad de unidades dependientes del 18 SVK Korpus

## Alto el fuego y despliegue de UNPROFOR
El alto al fuego, en vigor desde el 3 de enero como parte del Plan Vance, inmovilizó la línea de contacto hasta 1995. Inicialmente, se contó con la presencia de observadores de la Comunidad Europea y de Naciones Unidas, período en que el intercambio de disparos con armas pesadas no cesó.
Como parte de la misión de la Fuerza de Protección de las Naciones Unidas (UNPROFOR), en el sector fue desplegado un contingente del Ejército de Nepal cuyo puesto comando se encontraba en Pustara, 4 km al sur de Okučani. Su arribo se produjo en junio de 1992 (898 efectivos). El límite entre los bandos en conflicto se fijó según las posiciones alcanzadas el día 3 de enero. La antena de transmisión de la HRTV en Psunj (y a cuya protección se le asignó tropas permanentes del HV durante la guerra) quedó en el área de protección de UNPROFOR (UNPA).
En junio de 1992, el JNA abandonó Eslavonia Occidental en dirección a Bosnia. Miles de refugiados procedente de este último comenzaron a arribar a Croacia. Croatas y musulmanes que aun revistaban en el JNA pasaban a Croacia sobre la autopista en Dragalić.
El despliegue de UNPROFOR instaló, inicialmente, la falsa esperanza de regreso pronto de los pobladores a sus hogares. Sin embargo, los croatas debieron esperar tres años para que, mediante la Operación Bljesak, Eslavonia Occidental pasase a su control.
El oeste de la municipalidad de Nova Gradiška, quedó bajo poder serbio organizado políticamente como la Región Autónoma Serbia de Eslavonia Occidental. En esa región se constituyó la municipalidad de Okučani. Contrariamente a la idea del Plan Vance, los serbios establecieron oficialmente, en el otoño de 1992, el Ejército de la República Serbia de Krajina (SVK) que, de hecho, ya existía a través de la formación de las Unidades Especiales de la Milicia (PJM). El Ejército Serbio de la República Srpska Krajina (Srpska Vojska Krajina - SVK) se formó el 27 de noviembre de 1992, con cambios organizativos y formativos más pequeños de la Defensa Territorial (TO), a la cual se le asignó unidades de milicia. Entonces, el Estado Mayor de la Defensa Territorial de Eslavonia Occidental, con puesto comando en Okučani, fue renombrado como '18 Cuerpo de la SVK Eslavonia Occidental'  (4700 miembros).

## Ofensiva general croata

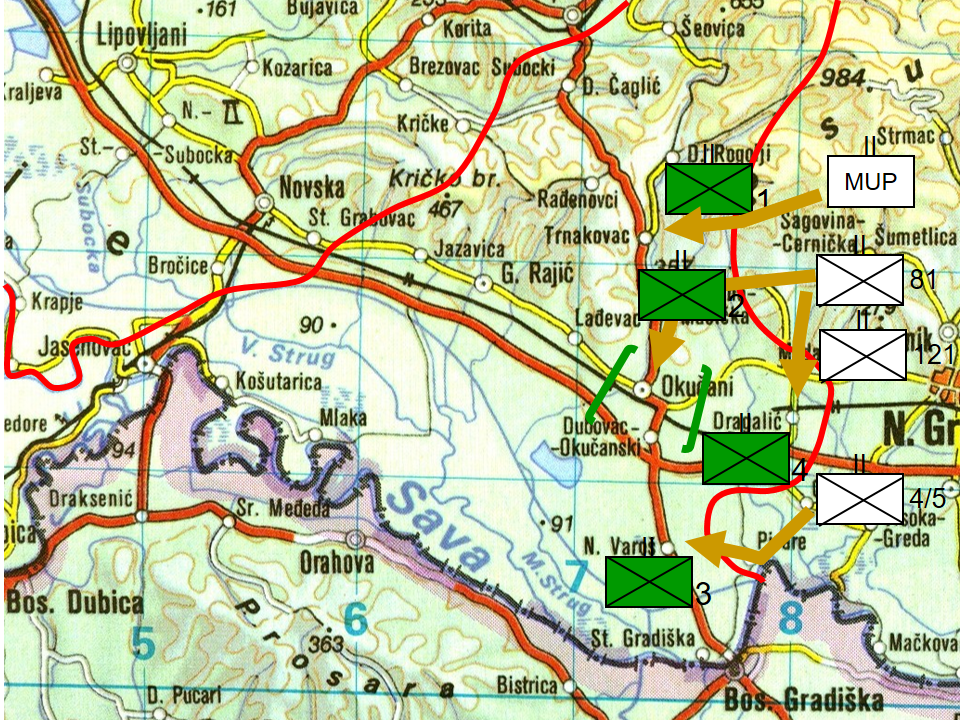
Operación Bljesak. Eje de avance Este

Ante la demora en el cumplimiento de los objetivos políticos de integración de los territorios bajo control serbio a la soberanía croata y motorizado por una serie de incidentes sobre a autopista, Croacia inició una ofensiva a gran escala, denominada Operación Bljesak, el 1 de mayo de 1995, antes del amanecer. Esta se ejecutó en tres ejes de avance:
Novska - Jasenovac
Novska - Rajić - Okučani
Nova Gradiška - Okučani
En el eje Nova Gradiska - Okučani, el ataque se realizó en tres direcciones. Las mismas estaban a cargo, de norte a sur, de:
- Batallón de Guardias 81: dirección Mašićka Šagovina – Cage - Okučani.
- Batallón 4 / Brigada de Guarida 5 y Regimiento Defensa Local 121 reforzado: dirección Nova Gradiška - Okučani.
- Compañía de reconocimiento y sabotaje 265 y Batallón de Guardias 80: dirección Pivare – Stara Gradiška.

A las primeras horas de la tarde cayó la posición de Smrtić / Ratkovac, punto de equilibrio del sector. A las 1300 del 2 de mayo, las fuerzas croatas ocuparon Okučani. El día siguiente, al mediodía, los croatas tomaron el puente de Stara Gradiška.
Como consecuencia de la Operación Bljesak, se produjo una huida de la población serbia hacia Bosnia. Su destino fue, mayormente, la zona de Banja Luka y la propia Serbia. Otro grupo marchó a Eslavonia Oriental (unos 5000) y una pequeña parte al resto de la Krajina (500). Se provocaron así incidentes en los lugares de destino y limpieza étnica de los no serbios con el objeto de obtener lugar para los recién llegados.
Según Naciones Unidas, en enero de 1995, Okučani tenía 6435 serbios y 65 croatas (total de la ciudad 6500). En julio pasa a tener 56 y 86 y en septiembre 79 y 244 respectivamente.